# روبی راسل (فوتبال)
روبی راسل (انگلیسی: Robbie Russell؛ زادهٔ ۱۶ ژوئیهٔ ۱۹۷۹) یک بازیکن فوتبال اهل ایالات متحده آمریکا است.